# Dorfkirche Heckelberg

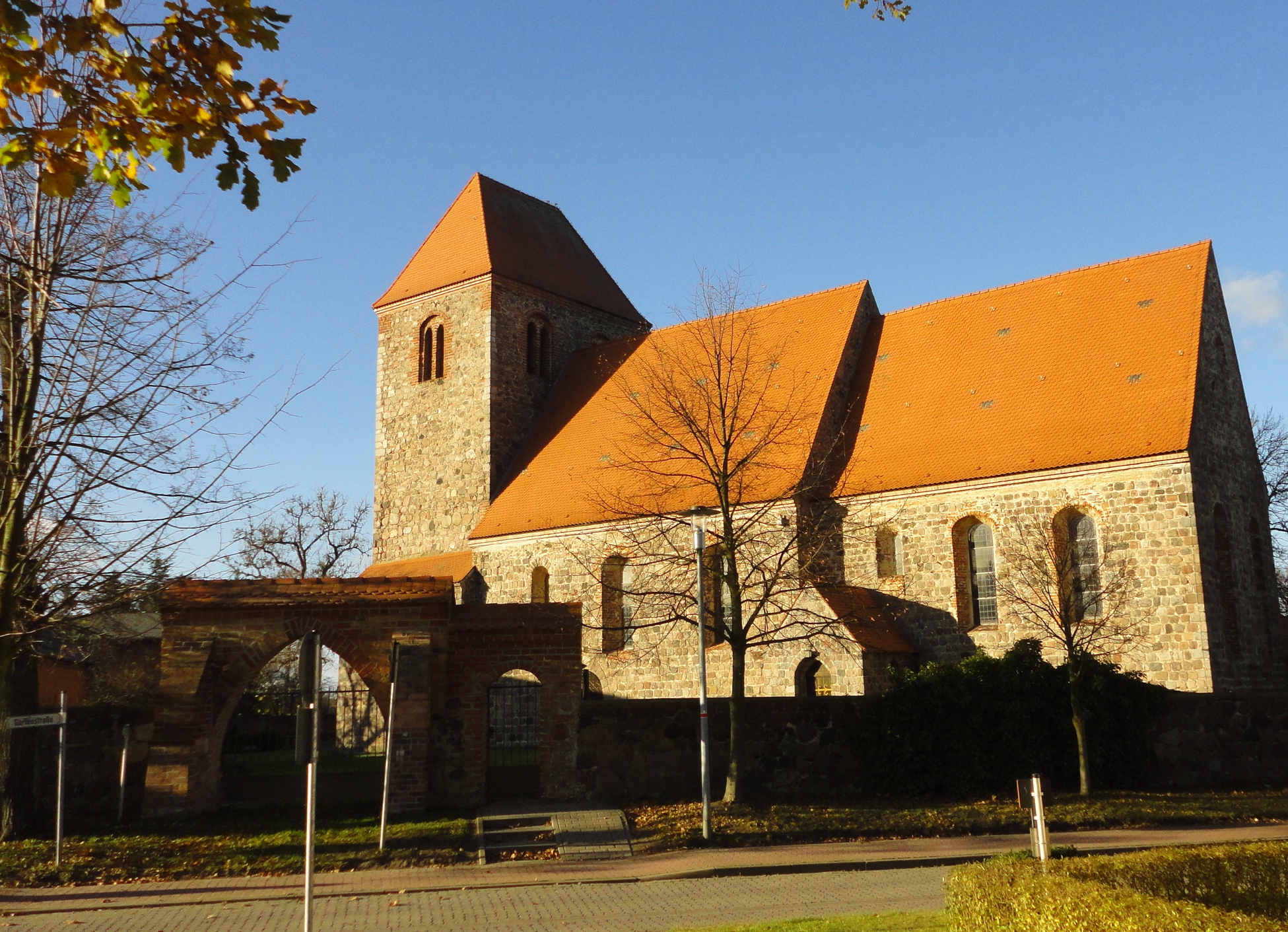
Dorfkirche Heckelberg (Südansicht)

Die Dorfkirche Heckelberg ist eine mittelalterliche Saalkirche im Ortsteil Heckelberg der Gemeinde Heckelberg-Brunow im Landkreis Märkisch-Oderland des Landes Brandenburg. Sie gehört zum Pfarrsprengel Heckelberg im Kirchenkreis Barnim der Evangelischen Kirche Berlin-Brandenburg-Schlesische Oberlausitz und kann nach Anmeldung besichtigt werden.

## Geschichte und Architektur
Der stattliche Feldsteinquaderbau aus der Mitte des 13. Jahrhunderts (1255 nach dendrochronologischer Datierung) hat einen eingezogenen Chor und einen quadratischen Westturm. Spitzbogenportale mit Stufengewände erschließen das Bauwerk im Westen und Süden.

Nach einem Brand 1911 wurde der spätgotische Turmaufsatz 1914 erneuert. Im Ostgiebel findet sich ein Schachbrettstein. 

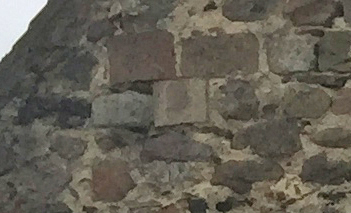
Schachbrettstein

An der nördlichen Chorwand ist die Sakristei aus dem 18. Jahrhundert angebaut, die Sakristeitür ist mit schmiedeeisernen Beschlägen versehen. Innen ist das Bauwerk flachgedeckt und von einem spitzbogigen Triumphbogen geprägt. Die Westempore und das Orgelgehäuse wurden 1880 geschaffen.

## Ausstattung
Der Hochaltar verbindet im Aufsatz ein Schnitzretabel aus der Zeit um 1500 mit einer Predella und einem Altarauszug von 1612. Im Zentrum ist eine gekrönte Madonna im Strahlenkranz unter einem kunstvollen Maßwerkbaldachin zu sehen, das Lilienszepter ging verloren; seitlich sind übereinander Anna selbdritt und die Heilige Barbara sowie Petrus und Johannes der Täufer angeordnet; in den ursprünglich wohl beweglichen Seitenflügeln sind je sechs Apostel unter Maßwerkbaldachinen in zwei Registern übereinander zu sehen. In der mit Roll- und Beschlagwerk verzierten Predella befindet sich eine gemalte Darstellung des Abendmahls; der Auszug ist als Ädikula mit der Taube des heiligen Geistes und bekrönendem Kruzifix gestaltet.
Das Altarkruzifix aus Gusseisen stammt aus der ersten Hälfte des 19. Jahrhunderts. Eine Taufschale aus Messing stammt aus dem Jahr 1684.
Die Orgel ist ein Werk von Friedrich Kienscherf aus dem Jahr 1860 mit 16 Registern auf zwei Manualen und Pedal. Im Jahr 1917 mussten die Prospektpfeifen für Kriegszwecke abgegeben werden. In den Nachkriegsjahren 1945/46 gingen zahlreiche Pfeifen durch Diebstahl verloren, danach wurde das I. Manual durch Karl Gerbig instand gesetzt. Im Jahr 1991 wurde die gesamte Orgel (auch das II. Manual) durch die Firma Eberswalde Orgelbau instand gesetzt.